# Metro w Foshan

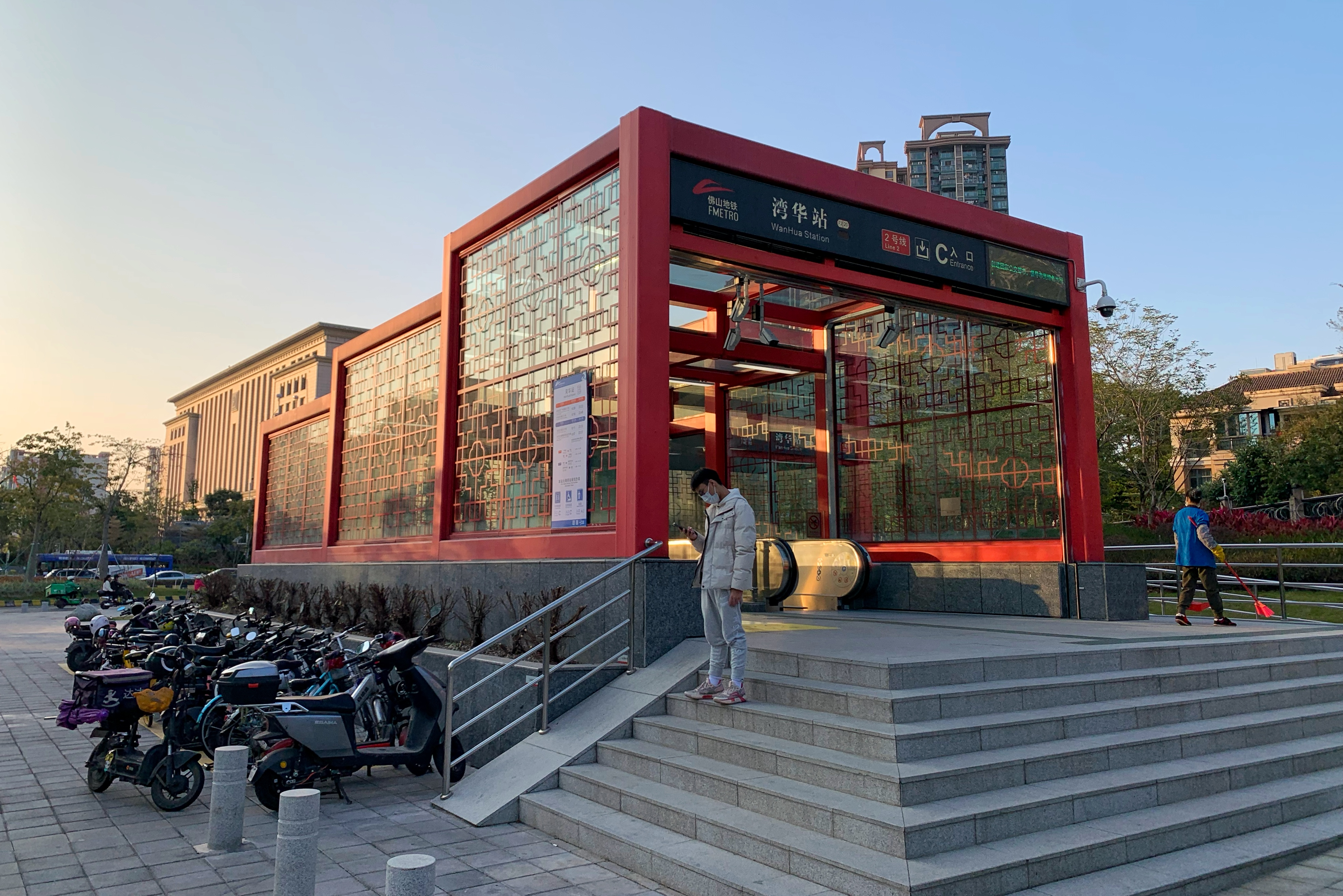
Wejście do stacji metra Wanhua

Metro w Foshan – system metra  w mieście Foshan, w prowincji Guangdong, w Chinach. Metro w mieście działa od roku 2010, kiedy otwarta została linia Guangfo, stworzona we współpracy z miastem Kanton.

## Linie
W Foshan eksploatowane są dwie linie metra: 
| Linia   | Stacja początkowa | Stacja końcowa                          | Rozpoczęcie działania | Ostatnie wydłużenie | Długość km | Liczba stacji |
| ------- | ----------------- | --------------------------------------- | --------------------- | ------------------- | ---------- | ------------- |
|         | Xincheng Dong     | Lijiao(Kanton)                          | 2010                  | 2018                | 39,6       | 25            |
| Linia 2 | Nanzhuang         | Guangzhou South Railway Station(Kanton) | 2021                  | -                   | 32,4       | 17            |
| Łącznie | Łącznie           | Łącznie                                 | Łącznie               | Łącznie             | 72,0       | 41            |

Linia 3 jest w trakcie budowy.